# Uttarbanga Sambad
Uttarbanga Sambad is een Bengaalse broadsheet-krant, uitgegeven in Siliguri, West-Bengalen, India. Het is met een aandeel van 80 procent het grootste dagblad in het noorden van deze deelstaat. De krant begon op 19 mei 1980. Het wordt gedrukt in Siliguri, Cooch Behar en Malda.